# 安期生

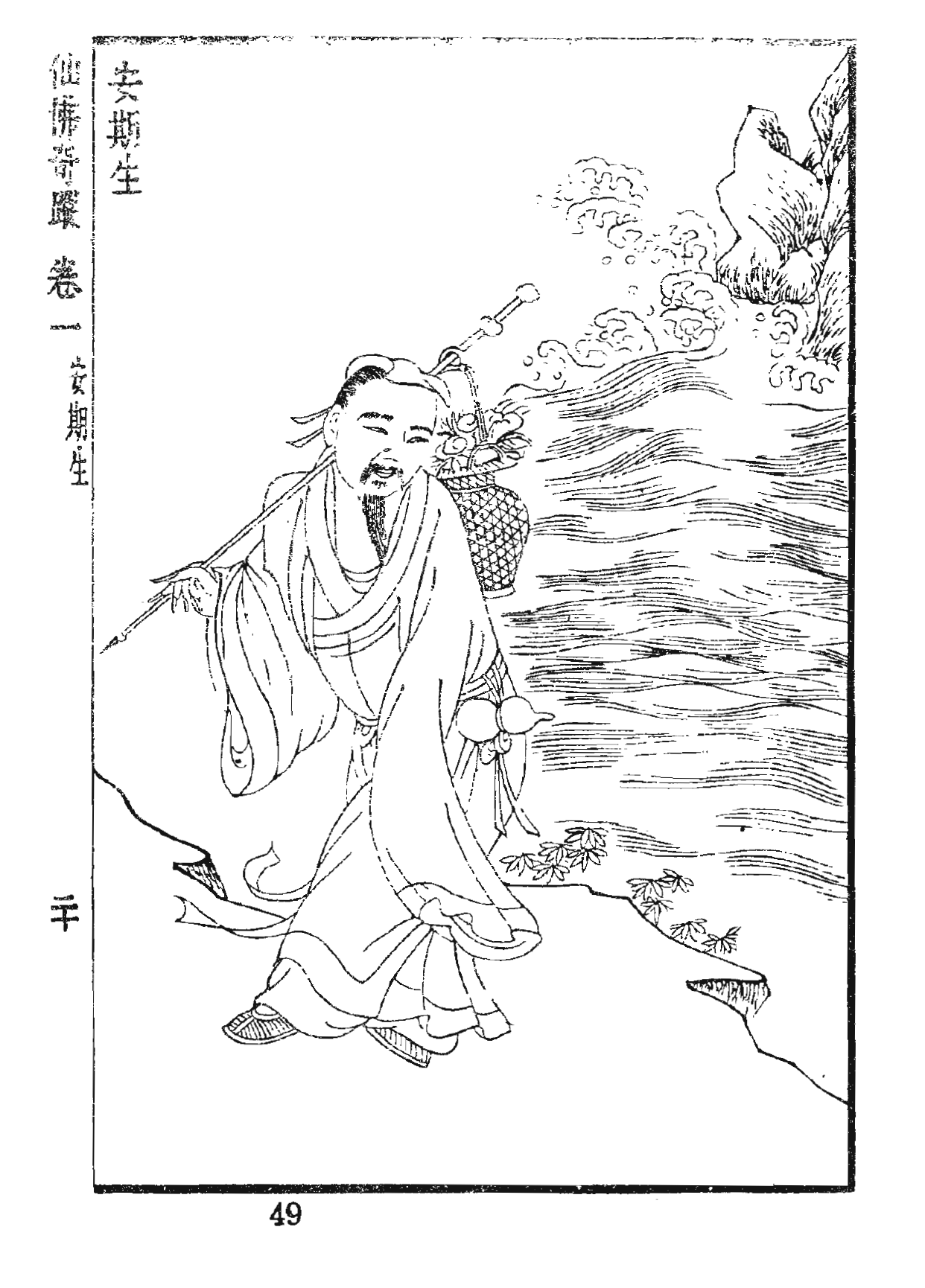
仙佛奇蹤 卷一 安期生

安期生（？—？），琅琊人。方仙道术士，秦汉间传说中的仙人，曾卖药于东海边。

## 生平
关于他的记载，以《史记》为最早。《史记·乐毅列传》评述汉初黄老之学时说：“乐臣公学黄帝、老子，其本师号曰河上丈人，不知其所出。河上丈人教安期生，安期生教毛翕公，毛翕公教乐瑕公，乐瑕公教乐臣公。” 《史记·封禅书》记载，方士李少君曾语汉武帝曰：“臣尝游海上，见安期生，安期生食臣枣，大如瓜。安期生仙者，通蓬莱中，合则见人，不合则隐。” 于是汉武帝“遣方士入海求蓬莱安期生之属”。
汉刘向《列仙传》说他是秦朝方士，成仙于汉朝。